# SONGS FOR THE STARLIGHT
『SONGS FOR THE STARLIGHT』（ソングス・フォー・ザ・スターライト）は、日本のバンド・TRICERATOPSの11枚目のオリジナル・アルバム。2014年12月10日にTRINITY ARTISTより発売された。

## 制作・音楽性
本作について、和田唱はテーマの1つが「ライヴがしょぼく聴こえるくらいのレコーディング」だったと語っている。これまでのTRICERATOPSのレコーディングでは、全演奏家がスタジオで一斉に演奏したものを録音する形態、通称「一発録り」が多く採用されていたが、今回はそれが一切行なわれていない。その理由について、和田は次のように発言している。
| 「                                   | 今までは ライヴの勢いをなんとかCDに封じ込めようと頑張ってましたけど、まぁ難しい話なんですよ。僕ら、一つ悩みだったのは今までずっとファンの人達にも「トライセラはライブの方がいい」「トライセラはライヴバンドだ」とか、「アルバムで聴くよりライヴの方が全然良かったです」と言われることが多くて。もちろんライヴバンドとして評価されることはいいんですよ。ただ、アルバムも一生懸命作ってきたんだけどなっていう、歯がゆさが常にあって。でもそれは当然で、ライヴのようにレコーディングしてたからなんですよね。ライヴは大音量だし目の前でバンドが演奏してるっていう興奮もある。そりゃライヴは面白いですよ。でも今回は「CDの方がいい」って言われたかった。逆に「今回のライヴはしょぼかったね」って言われるくらいを目指そうって、個人的にはそういう目標を持って作りました。 | 」 |
| —和田唱（「NEXUS」インタビューより） | |    |

また、もう1つのテーマは「アンチ・オーソドックス」であるといい、和田は「とにかくオーソドックスなものは排除していく。とにかく違和感のあるものをちょっと混ぜてくってことですよね。綺麗なメロディーにちょっと毒を入れたり。そういう風に異質なものを混ぜるのはすごく意識しました」と語っている。
アルバムタイトルについて、和田は「宇宙好きというのがまずあって。『スターライト スターライト』や『FLASH!!!』もそうなんですが、星空に向けて、偉大なものに向けての歌という意味もあるし、踊れる曲がいっぱい入っているので、ダンスフロアのミラーボールに向けてという意味もある。あと、聴いてくれる人たちへという意味もありますね。リスナーが僕らにとってのスターライトでもあるので」と説明している。

### 特典CD
本作には特典CDとして、TRICERATOPSの3人とMr.Childrenの桜井和寿とのバンド・Quattro Formaggi（クアトロ・フォルマッジ）のオリジナル楽曲「STAND BY ME」が収録されたものが付属している。なお、リリース前には特典CDの詳細について一切明かされていなかった。
Quattro Formaggiは、2014年4月12日にSHIBUYA-AXで開催されたTRICERATOPSの自主企画イベント『DINOSAUR ROCK'N ROLL 6』に桜井がシークレットゲストとして出演した際に結成。バンド名は「4種のチーズピザ」を意味し、桜井が命名したという。結成のきっかけは2012年8月5日に国営明石海峡公園で開催された野外音楽フェスティバル『ap bank fes '12 Fund for Japan』にTRICERATOPSが出演し、その打ち上げの際に桜井が「俺、このバンドで歌いたいなぁ」と発言したことから始まり、これを受けTRICERATOPS側からイベント出演をオファー。イベントに向けたミーティングで和田がQuattro Formaggiとしてのオリジナル楽曲の制作を打診したところ、桜井が「どうせやるんだったらあとで盤 (CD) になるくらいのクオリティのものがいいな」と返答し、完成した楽曲が「STAND BY ME」である。
「STAND BY ME」は作詞および作曲を桜井と和田が共同で担当している。両者がやり取りを重ねて制作され、タイトルは和田が命名した。当初は『DINOSAUR ROCK'N ROLL 6』限りの披露となる予定だったが、イベント終了後の打ち上げで本楽曲についての話題が盛り上がったこともあり、後日TRICERATOPSからのオファーを桜井が受けたことで新たにレコーディングが実施され音源化に至った。レコーディングはボーカルを除き「一発録り」で行なわれた。
その後は2015年6月28日に豊洲PITで開催された桜井の所属するユニット・ウカスカジーのライブ『MIFA Football Park 1st anniversary party』内での自身のソロコーナーに和田がサプライズ出演し本楽曲を披露したものの、Quattro Formaggiとして表立った活動は行なわれていなかった。2020年、TRICERATOPSのトリビュート・アルバム『TRIBUTE TO TRICERATOPS』にQuattro Formaggiとして参加し、TRICERATOPSの7thアルバム『THE 7TH VOYAGE OF TRICERATOPS』収録曲「ラストバラード」をカバーした。

## リリース・プロモーション
通常盤のみの1形態で発売。特典CDが付属している。ファンクラブ会員限定で、TRINITY-ARTIST SHOPでの購入特典としてアルバム全曲セルフライナーノーツ、レコーディングオフショットが収録されたスペシャルブックレット（B6サイズ）が付属する。
オリジナルアルバムとしては前作『WE ARE ONE』から約4年3か月ぶりとなるリリース。
本作のアートディレクターは藤田二郎 (FJD) が担当。

## ツアー
本作発売前の2014年11月1日から12月30日まで、13会場14公演に渡るライブツアー『TRICERATOPS WINTER TOUR 2014 "FOR THE STARLIGHTS"』を開催。最終日である12月30日の赤坂BLITZ公演は追加公演として開催された。
アルバム発売を記念したツアー第一弾として、2015年5月24日から6月7日まで3会場4公演に渡るライブツアー『TOUR 2015 TRICERATOPS 'R' GOOD ENOUGH』を開催。さらに第二弾として、2015年9月19日から12月30日まで22会場24公演に渡るライブツアー『TRICERATOPS SHOUT TO THE STARLIGHT TOUR』を開催。12月26日の甲府CONVICTION公演と最終日である12月30日の赤坂BLITZ公演は追加公演として開催された。

## 収録曲
- 全作詞・作曲：和田唱 / 全編曲・プロデュース：TRICERATOPS・木崎賢治 / サウンドプロデュース：森川裕之

1. GRRR! GRRR! GRRR! [5:11]
2. HOLLYWOOD [4:10]
3. スターライト スターライト [4:55]
ミュージック・ビデオが制作されており、バンドの公式YouTubeチャンネルで公開されている。監督は志賀匠が務めた[21]。
28thシングル『Shout!』にカップリング曲としてリマスタリングしたうえで収録された[22]。
4. ポスターフレーム [3:48]
5. GOOD ENOUGH [3:58]
28thシングル『Shout!』にカップリング曲としてリマスタリングしたうえで収録された[22]。
6. PUMPKIN [5:19]
7. 僕はゴースト [5:21]
8. 虹色のレコード [4:10]
9. FLASH!!! [4:37]
10. 恋するギターとガーベラの花 [4:40]
11. ふたつの窓 [4:53]

### 特典CD
1. STAND BY ME / Quattro Formaggi [5:01]
  - 作詞・作曲：桜井和寿・和田唱 / 編曲・プロデュース：Quattro Formaggi

## 参加ミュージシャン
- 和田唱：Vocals, Background Vocals, Guitars, Synth, Keyboards
- 林幸治：Bass, Background Vocals
- 吉田佳史：Drums, Background Vocals

### 特典CD
- 桜井“ゴルゴン”和寿：Vocals, Guitar
- 和田“カマンベール”唱：Vocals, Guitar
- 林“パルミジャーノ”幸治：Bass
- 吉田“チェダー”佳史：Drums